# Terpsichore laxa
Terpsichore laxa là một loài thực vật có mạch trong họ Polypodiaceae. Loài này được (C. Presl) A.R. Sm. miêu tả khoa học đầu tiên năm 1993.